# Avia B-46
Die Avia B-46 war das nicht vollendete Projekt eines tschechoslowakischen Bombers aus der ersten Hälfte der 1930er Jahre.

## Geschichte
Die Konstruktion der B-46 stammte ursprünglich aus dem Jahr 1930 und wurde von der Rohrbach Metallflugzeugbau GmbH im Auftrag der tschechischen Firma Avia in Prag entworfen. Das Unternehmen war von den tschechoslowakischen Streitkräften beauftragt worden, als Alternative zu der ebenfalls als Nachbau produzierten Avia-Fokker F.IX in Gemischtbauweise ein Ganzmetallflugzeug zu konstruieren. Da es auf diesem Gebiet noch keine Erfahrung aufweisen konnte, einigte man sich mit Rohrbach über die Erstellung der Pläne und den anschließenden Verkauf der Baurechte. Das als Rohrbach „Roterra“ bezeichnete Muster war als Bomber mittlerer Reichweite mit drei britischen Motoren Bristol Aquila mit je 450 PS konzipiert und sollte eine Höchstgeschwindigkeit von 250 km/h bei einer Reichweite von 1000 km erzielen. Es war als freitragender Schulterdecker mit drei Triebwerken an der Flügelvorderkante und auf einem Pylon über dem Rumpf ausgeführt. Das achsenlose Fahrwerk war starr und besaß aerodynamisch verkleidete Haupträder. Die Serienproduktion sollte im neuerrichteten Avia-Werk in Čakovice stattfinden. Für die praktische Umsetzung der Bauzeichnungen zeichnete Avias neuer Chefkonstrukteur František Novotný verantwortlich, der sie noch einigen Änderungen unterzog und den heimischen Erfordernissen anpasste; so reduzierte er die aus tschechischer Sicht zu umfangreiche Bewaffnung auf drei Stände in Bug, Rücken und hinterer Unterseite. Für die Festigkeitsuntersuchungen der Tragfläche wurde das Aeronautische Forsch- und Prüfungsinstitut in Prag einbezogen. Dabei wurde festgestellt, dass die Konstruktion den Belastungen nicht standhielt. Zudem ergaben Windkanaltests, dass der auf einem Pylon über dem Rumpf befestigte Mittelmotor sich ungünstig auf die Aerodynamik auswirkte. Novotný änderte deshalb die Motorisierung auf nunmehr nur zwei Triebwerke vom Typ HS-12Ybrs mit 800 PS ohne Rumpfpylon ab und das Flugzeug wurde in B-546 umbenannt. In der Zwischenzeit war Rohrbach jedoch von Weser-Flugzeugbau übernommen worden und nicht mehr in der Lage, die noch fehlenden Zeichnungen zu liefern. Aufgrund dessen und auch des finanziell nicht mehr tragbaren Risikos wegen wurde das Projekt gestoppt und der noch im Bau befindliche Rumpf verschrottet. 

## Technische Daten
| Kenngröße             | Daten                                                 |
| --------------------- | ----------------------------------------------------- |
| Besatzung             | 6                                                     |
| Spannweite            | 30 m                                                  |
| Länge                 | 20 m                                                  |
| Flügelfläche          | 110 m²                                                |
| Flügelstreckung       | 8,2                                                   |
| Flächenbelastung      | 88,5 kg/m²                                            |
| Leermasse             | 5400 kg                                               |
| Startmasse            | 9830 kg                                               |
| Antrieb               | drei luftgekühlte Neunzylinder-Sternmotoren Avia R-29 |
| Nennleistung          | 600 PS (441 kW) bei 2000/min                          |
| Höchstgeschwindigkeit | 246 km/h                                              |
| Marschgeschwindigkeit | 200 km/h                                              |
| Gipfelhöhe            | 5400 m                                                |
| Reichweite            | 1000 km                                               |
| Bombenlast            | 2000 kg                                               |